# Jeffersonville (Indiana)
Jeffersonville ist eine City und Verwaltungssitz des Clark County im US-Bundesstaat Indiana.
Im Jahr 2020 hatte Jeffersonville 49.447 Einwohner.

## Geografie
Durch den Ohio River ist Jeffersonville im Osten von Louisville getrennt.
Nach Angaben der United States Census 2010 erstreckt sich das Stadtgebiet von Jeffersonville über eine Fläche von 88,97 Quadratkilometer (34,35 sq mi). Im Westen grenzt die Gemeinde an Clarksville und im Süden an Louisville in Kentucky. Die Stadt ist Teil der Louisville Metropolregion. Die 1895 eröffnete Fußgängerbrücke Big Four Bridge verbindet die Stadt mit Louisville.

## Wirtschaft
Die 1984 gegründete Restaurantkette Papa John’s Pizza hat in Jeffersonville ihren Sitz.

## Bevölkerung
Laut United States Census 2010 lebten in Jeffersonville 44.953 Menschen verteilt auf 18.580 Haushalte und 11.697 Familien. Die Bevölkerungsdichte betrug 509,6 Einwohner pro Quadratkilometer.
Die Bevölkerung setzte sich 2010 aus 80,4 % Weißen, 13,2 % Afroamerikanern, 1,1 % Asiaten, 0,3 % amerikanischen Ureinwohnern, 1,9 % aus anderen ethnischen Gruppen und 3,0 % stammten von zwei oder mehr Ethnien ab.
Von den damals 44.953 Einwohnern waren 23,2 % unter 18 Jahre und in 9,2 % der Haushalten lebten Menschen, die 65 Jahre oder älter waren. Das Durchschnittsalter betrug 37,3 Jahre und 51,2 % der Einwohner waren weiblich.

## Bevölkerungsentwicklung
| Jahr                     | 1950   | 1960   | 1970   | 1980   | 1990   | 2000   | 2010   | 2020   |
| Einwohner                | 14.685 | 19.522 | 20.008 | 21.220 | 21.841 | 27.362 | 44.953 | 49.447 |
| Quelle: US Census Bureau |        |        |        |        |        |        |        |        |